# Liste der Bischöfe von Tampere
Die folgenden Personen waren Bischöfe des Bistums Tampere (Finnland):

## Ordinarien

### Bischöfe von Viipuri
1. Paul Juusten (1554–1563)
2. Canutus Johannis (1563–1564)
3. Eerik Härkäpää (1568–1578)
4. Olaus Elimaeus (1618–1629)
5. Nicolaus Magni Carelius (1630–1632)
6. Gabriel Melartopaeus (1633–1641)
7. Petrus Bjugg (1642–1656)
8. Nicolaus Nycopensis (1658–1664)
9. Petrus Brommius (1664–1672)
10. Abraham Thauvonius (1672–1679)
11. Henrik Carstenius (1679–1683)
12. Petrus Bång (1681–1696)
13. Petrus Laurbecchius (1696–1705)
14. David Lund (1705–1711)
15. Johannes Gezelius der Jüngste (1721–1723)

### Bischöfe von Porvoo
1. Johannes Gezelius der Jüngste (1723–1733)
2. Daniel Juslenius (1734–1743)
3. Johan Nylander (1745–1761)
4. Gabriel Fortunius (1762–1789)
5. Paul Krogius (1789–1792)
6. Zacharias Cygnaeus (1792–1809)
7. Magnus Jacob Alopaeus (1809–1818)
8. Zacharias Cygnaeus der Jüngere (1819–1820)
9. Johan Molander (1821–1837)
10. Carl Gustaf Ottelin (1838–1864)
11. Frans Ludvig Schauman (1865–1878)
12. Anders Johan Hornborg (1878–1883)
13. Johan Viktor Johnsson (1884)
14. Carl Henrik Alopaeus (1885–1892)
15. Herman Råbergh (1892–1920)
16. Jaakko Gummmerus (1920–1923)

### Bischöfe von Tampere
1. Jaakko Gummerus (1923–1933)
2. Aleksi Lehtonen (1934–1945)
3. Eelis Gulin (1945–1966)
4. Erkki Kansanaho (1966–1981)
5. Paavo Kortekangas (1981–1996)
6. Juha Pihkala (1996–2008)
7. Matti Repo (2008-heute)